# Didymodon maximus
Didymodon maximus là một loài Rêu trong họ Pottiaceae. Loài này được (Syed & Crundw.) M.O. Hill mô tả khoa học đầu tiên năm 1981.